# 杨鸿
杨鸿（？—1651年），號水心，湖广承宣布政使司常德府武陵縣（今湖南省常德市）人，明朝末年至南明官员。

## 生平
明熹宗天啟二年（1622年），杨鸿中进士。永曆五年（1651年），官至禮部尚書。五月，晋升為太子太保，以原官兼东阁大学士。到烏羅土司募兵，楊鴻遇害。